# 洋洋 (抹香鲸)
洋洋（死于2016年|2月14日）是中華人民共和國一頭已經製作成標本的抹香鯨，长度為14.88米，重為40吨。它是世界最大的生物塑化标本和第一只被塑化的抹香鲸标本。

## 歷史
2016年2月14日，有2条抹香鲸在江苏南通搁浅死亡，有一條抹香鯨被运往大连的大连生命奥秘博物馆进行生物塑化处理，並起名洋洋。2020年，抹香鲸标本制作完成。2020年5月月23日，洋洋从大连旅顺口区來到大连金石滩金石文化博览广场進行展出。